# Seaplane Experimental Station
Seaplane Experimental Station (SES) i Felixstowe var en brittisk konstruktionsbyrå för flygbåtar och amfibieflygplan. Avdelningen var även känd under namnet Royal Navy Air Station (RNAS).
Flygbåtarna och amfibieflygplanen som konstruerades vid SES gavs som regel namnet Felixstowe, även om de tillverkades vid S.E. Saunders, Short Brothers, Dick, Kerr & Co. och Phoenix Dynamo Co Ltd.
Konstruktiomsbyrån grundades under ledning av John Porte under första världskriget för att förbättra de flygbåtar som användes av Royal Navy. 1924 ändrades namnet till Marine Aircraft Experimental Establishment.
Verksamheten flyttades under andra världskriget till Helensburgh i Skottland

## Några konstruktioner från SES
- Felixstowe Porte Baby
- Felixstowe F2
- Felixstowe F3
- Felixstowe F5